# Перов, Анатолий Васильевич
Анато́лий Васи́льевич Перо́в (12 августа 1926, Москва — 22 сентября 2001, Москва) — советский боксёр, призер Олимпийских игр 1952. Мастер спорта СССР (1948).

## Биография
Воспитанник и отличник «Трудовых резервов», чемпион СССР 1945 года среди юношей, чемпион Москвы, чемпион СССР 1952 года в полутяжелом весе. Провёл 130 боёв, одержал 111 побед.
Похоронен на Введенском кладбище (28 участок).